# Denkingen (Pfullendorf)
Denkingen ist eine von sieben Ortschaften der Stadt Pfullendorf im Landkreis Sigmaringen in Baden-Württemberg, Deutschland.

## Geographie

### Geographische Lage
Denkingen liegt etwa sechs Kilometer südöstlich von Pfullendorf in einem sich von Südost nach Nordwest öffnenden Tal, das vom Andelsbach durchflossen wird. Der Ort ist Teil des Oberen Linzgaus. Die Europäische Hauptwasserscheide zwischen Rhein und Donau verläuft durch Straß nach Aftholderberg. In Hilpensberg liegt der höchste Punkt der Stadt Pfullendorf.

### Schutzgebiete
Am Ortsausgang von Denkingen in Richtung Neubrunn liegt inmitten intensiv genutzter Kulturlandschaft das Naturschutzgebiet Kreuzäcker. In der ehemaligen Kiesgrube, sie diente bis 1985 dem Kiesabbau, mischen sich heute Heckenflächen mit Trocken- und Feuchtbiotopen.
Seit 2002 wird ein Horst beim Sägewerk an der Lindenstraße jedes Jahr von Störchen bebrütet.

### Teilorte
Zur Ortschaft Denkingen gehören die Dörfer Denkingen, Langgassen und Straß, die Weiler Andelsbach und Hilpensberg, das Haus Straßmühle sowie das Forsthaus. Des Weiteren die Wüstungen Dachenhausen und Herbendingen (beide bei Straß) und der abgegangene Hof Malaien.

## Geschichte
Nachweis früher Besiedlung ist eine Römerstraße, die einst von Ostrach nach Überlingen durch das fruchtbare Andelsbachtal führte. Nach Abzug der Römer konnte hier wohl um 500 n. Chr. eine frühe alemannische Siedlung entstehen. Der Ortsname ist wohl auf die Sippenbeziehung zu einem „Danko“ zurückzuführen.
Urkundlich wurde Denkingen erstmals im Jahr 1226 (Kopie?) als Sitz eines gleichnamigen Rittergeschlechts erwähnt. Der Ortsadel ist im 13. und 14. Jahrhundert erwähnt, jedoch offenbar schon früh in den Städten Überlingen, Villingen, Pfullendorf und Konstanz verbürgert. Der 1386 im Dorf erwähnte Turm war wohl Zubehör des Adelssitzes, dessen geringe Reste am südlichen Ortsausgang erhalten sind. Das Dorf gehörte 1272 mindestens teilweise den Herren von Ramsberg. In diesem Jahr schenkten Rudolf von Ramsberg und seine Söhne Burchart und Rudolf zu ihrem Eintritt in den Johanniterorden ihre Eigenbesitzungen in den Dörfern Denkingen, Rickersreuthe und Brunnhausen. Aus ihrem Besitz gingen Teile 1288 und 1311 an Kloster Salem. Doch kaufte 1386 die freie Reichsstadt Überlingen von Konrad von Oberried und dessen Ehefrau Luitgard von Ramsberg die Hälfte des Dorfes Denkingen samt Turm, Bauhof und Ortsherrschaft für das Spital zu Überlingen. 1435 kam die zweite Hälfte des Dorfes über Rudolf von Neubrunn zu Pfullendorf, die im Ort auch ansässig waren, käuflich an das Spital.
Wie Akten des Spitalarchivs aus dem Jahr 1450 zeigen, lagen Denkinger Bauern mit dem benachbarten Niederadligen Konrad Schorpp von Freudenberg, Vogt zu Ochsenbach und Oberochsenbach, in Streitigkeiten um Weide- und Hüterechte in Feldern und Wäldern zwischen Denkingen und Ochsenbach. Daran änderte auch nichts, als 1454 Konrad Schorpp und dessen Ehefrau Elsbeth von Magenbuch dem Abt Georg und dem Kloster Salem das Haus Freudenberg verkauften, er aber Freudenberg weiterhin als Salemer Lehensmann bewohnte. Laut Überlieferung und Aktenlage endeten die beiderseitigen Geplänkel am Mauritiustag 1455 (22. September) mit einer schärferen militärischen Auseinandersetzung, die großes Unglück über das Dorf brachte: Denkingen hatte wegen des Streits in Überlingen Truppen angefordert. Nach ihrem Eintreffen gelang es Konrad Schorpp im Zusammenwirken mit anderen Junkern, die ihm in seiner Sache beistanden, die reichsstädtischen Reiter mit ihrem Hauptmann von ihrem eigentlichen Schutzobjekt Denkingen nach Heiligenholz wegen eines dort ausgebrochenen Brandes zu locken. In Begleitung dieser Truppen halfen auch Denkinger Bürger beim dortigen Brand mit. Während sie sich dort im Wirtshaus gütlich taten, nutzte Schorpps Hauptmacht die wehrlose Lage, griff das Dorf Denkingen an und brannte es gänzlich nieder. Die reichsstädtischen Reiter bemerkten es zu spät und verfolgten die Truppen der Junker bis Veringenstadt.
Die Hohe Obrigkeit lag bei der Grafschaft Heiligenberg und wurde 1779 der Stadt Überlingen verpfändet. Denkingen war fortan Spitälischer Amtsort. 1803 kam der Ort mit der Stadt Überlingen zum Großherzogtum Baden. Der Ort gehörte von 1803 bis 1804 zum Bezirksamt Pfullendorf, von 1804 bis 1813 zum Bezirksamt Überlingen, von 1813 bis 1936 wieder zum Bezirksamt Pfullendorf und von 1936 wieder zum Bezirksamt Überlingen (ab 1939 Landkreis Überlingen).
Denkingen erwarb am 26. November 1809 unter Anton Hegner die Selbstständigkeit. Zur selbständigen Gemeinde Denkingen gehörten neben dem Kernort Denkingen, Andelsbach, Langgassen, Straß, Hilpensberg und bis um 1933 Krähenried. Seine Höfe und Gebäude waren überwiegend im Überlinger Besitz und von den Bewohnern nur als Lehen oder Pachtobjekt zur Verfügung gestellt worden. Noch heute ist Denkingen daher von einer Vielzahl von Überlinger Wälder umgeben.
Das Badische Ministerium des Innern in Karlsruhe verfügte mit Wirkung zum 1. April 1923 die Orte Denkingen, Straß-Hilpensberg, Langgassen-Andelsbach (Gesamtgemeinde Denkingen) und die abgesonderte Gemarkung Malaien (Amt Pfullendorf) zu einer einfachen Gemeinde mit dem Namen Denkingen zu vereinigen.
Im Zuge der Gemeindereform wurde die Gemeinde Denkingen mit Wirkung vom 1. Januar 1973 in die Stadt Pfullendorf eingemeindet. Gleichzeitig wurde der Landkreis Überlingen aufgelöst, wodurch Pfullendorf mitsamt Denkingen zum Landkreis Sigmaringen wechselten.
Einwohner
In Denkingen leben aktuell 935 Einwohner (Stand: Mai 2015). Auf Denkingen entfallen 717, auf Langgassen 81, auf Straß 74, auf die Weiler Hilpensberg 53 und Andelsbach 10 Einwohner.

## Religion
Die Bevölkerung Denkingens ist hauptsächlich katholisch. Früher war Denkingen Filial der Pfarrei Pfullendorf. 1576 stiftete der Magistrat in Überlingen eine eigene Seelsorge, 1723 erfolgte die Stiftung einer Pfarrpfründe und seit 1736 durch private Stiftung eine ständige Pfarrkuratie. Denkingen unterstand dem Patronat der Stadt Überlingen. Heute gehört die Kirchengemeinde zur Seelsorgeeinheit Oberer Linzgau. Die im Juli 1929 gegründete Schwesternstation im „Gmuindsbau“ (Gemeindehaus) war meistens mit zwei Ordensschwestern des Klosters St. Elisabeth aus Schaan (Liechtenstein) besetzt.

## Politik

### Ortschaftsrat
Die Ortschaft Denkingen hat einen eigenen Ortschaftsrat, der aus neun ehrenamtlich tätigen Ortschaftsräten inklusive eines Ortsvorstehers als Vorsitzenden besteht. Die Wahlperiode dauert fünf Jahre. Der Ortschaftsrat setzt sich seit der Kommunalwahlen in Baden-Württemberg 2014 wie folgt zusammen:
| Parteien und Wählergemeinschaften | Parteien und Wählergemeinschaften           | % 2019 | Sitze 2019 | % 2014 | Sitze 2014 | % 2009 | Sitze 2009 |
| --------------------------------- | ------------------------------------------- | ------ | ---------- | ------ | ---------- | ------ | ---------- |
| FW                                | Freie Wähler                                | 63,43  | 6          | 55,0   | 5          | 51,2   | 4          |
| CDU                               | Christlich Demokratische Union Deutschlands | 36,56  | 3          | 45,0   | 4          | 48,8   | 5          |
| Gesamt                            | Gesamt                                      | 100    |            | 100,0  | 9          | 100,0  | 9          |
| Wahlbeteiligung in %              | Wahlbeteiligung in %                        | 67,1   |            | 64,5   | 64,5       | 61,5   | 61,5       |

### Ortsvorsteher
- 1980–1994: August Hügle (Freie Wähler)[4]
- 1994–2014: Klaus Fiesel (Freie Wähler)[4]
- seit 2014: Karl Abt (Freie Wähler)[4]

### Wappen
Das Wappen von Denkingen zeigt in Rot ein goldenes Hochkreuz, beseitet von je einer silbernen Jakobsmuschel.

## Kultur und Sehenswürdigkeiten

### Bauwerke
- Die Kath. Pfarrkirche St. Johann wurde erstmals 1592 als „Kapelle Sankt Johannes Baptista“ genannt.[5] Jedoch stammen die früheste Teile des dem Johannes dem Täufer geweihten Sakralbauwerks aus dem 11. Jahrhundert und wurden im Jahr 1775 erweitert. Nach mehrfachen Erweiterung und Renovierungen entstand 1981 an altem Bestand ein Neubau.[15] Der Glockenturm ist spätgotisch, der Raum der neuen Kirche ist schlicht und in natürlichen Materialien gehalten. Die Fenster sind farbig gestaltet.[4] Die Orgel wurde 1981 durch die Orgelbaufirma Rudolf Kubak, Augsburg, gebaut. Durch die architektonischen Vorgaben der Kirche ist die Orgel in ihrer Räumlichkeit sehr beschnitten, wegen eines Pfeilers musste sie in zwei Teile geteilt und auf engstem Raum konzipiert werden.[16] In einem Fenster befindet sich der heilige Sebastian.
- Die Kapelle St. Georg in Straß gegenüber vom Gasthaus „Hirschen“ auf einem Hügel wurde im Jahr 1698 erbaut. In ihr finden gelegentlich Andachten und am Patrozinium im April eine Messfeier statt.[4]
- Die Kapelle Sankt Antonius von Padua in Langgassen wurde 1789 erbaut und zuletzt 1956 renoviert.[17] Jüngst wurde sie von der Bevölkerung in Eigenregie renoviert. Zudem schmückt ein Dorfbrunnen den Dorfplatz in Langgassen.[3]
- Im Gewann Moosteich am Gemeindeverbindungsweg Denkingen–Mettenbuch steht ein 2010 gestiftes Holzkreuz mit Christuskorpus und Kupferüberdachung. Es ersetzt ein von Anton Geng zum Dank für die glückliche Heimkehr aus dem Zweiten Weltkrieg errichtetes, 1973 geweihtes, 1993 gestohlenes und später in einem Getreidefeld bei Hattenweiler gefundenes Kreuz, dessen Christuskorpus allerdings fehlte und das so stark beschädigt war, dass es nicht mehr aufgestellt werden konnte.[18]

### Sonstiges
- Die Straßenbezeichnungen Burgweg und Schlossweg erinnern an frühgeschichtliche Wehranlagen im Umfeld von Denkingen. So sind heute noch im Bereich des Schlosswegs im Waldteil Schlossberg Reste eine Viereckschanze zu finden, deren tiefe Gräben noch sichtbar sind.[7]
- Der Jakob-Kemm-Weg erinnert an Jakob Kemm, ein Denkinger Schmied, der sich im Deutschen Bauernkrieg von 1525 weigerte gegen die aufständischen Bauern zu kämpfen und dafür am 28. Mai 1525 auf dem Marktplatz in Überlingen hingerichtet wurde.[19][4]

### Sport und Jugendarbeit
Der Sportverein Denkingen wurde 1969 gegründet. Seit 2002 spielt die Fußballmannschaft in der Landesliga. Neben Fußball, der vor allem in der Jugendarbeit stark ist, werden vom Verein noch weitere Freizeitsportarten angeboten.

### Regelmäßige Veranstaltungen
- In Denkingen wird am Funkensonntag ein Funken entzündet.
- Am Baschistag, dem Tag des Heiligen Sebastian, ehren Waldarbeiter oder Waldbesitzer aus der Region ihren Schutzpatron. Die lange Tradition geht zurück, als man Holzschleifer den Holzmachern ein Fest an diesem Tag spendierte.[20]

## Wirtschaft und Infrastruktur
Bildung
Denkingen erhielt 1840 ein eigenes Schulhaus. Die heutige Grundschule mit zwei jahrgangsübergreifenden Klassen wurde im Jahr 2009 saniert. Der Kindergarten besitzt zwei Gruppen.

## Persönlichkeiten
- Fidelis Haiz (1801–1872), katholischer Theologe und Geistlicher, war von 1831 bis 1840 Pfarrer am Ort
- Adolf Bernhard (* 21. September 1882 in Hilpensberg, † 11. Juli 1942 im KZ Dachau); kath. Märtyrerpriester, Religionslehrer und Opfer des NS-Regimes. Er wurde als Pfarrer von Hondingen am 17. September 1940 von der Gestapo verhaftet und aufgrund des Heimtückegesetzes 1941 in das Konzentrationslager Dachau verbracht. Dort wurde er durch den KZ-Arzt Sigmund Rascher in einer medizinischen Versuchsreihe mit Phlegmoneerregern infiziert und verstarb daran.[21][22][23]